# University of North Carolina at Charlotte
University of North Carolina at Charlotte är ett offentligt forskningsuniversitet i Charlotte i North Carolina i USA som är en del av det delstatliga universitetssystemet i North Carolina.
Universitetet grundades 1946 som Charlotte Center at the University of North Carolina. Först bytte man namn till Charlotte College och på 1960-talet till University of North Carolina at Charlotte.